# Kriminalvårdens riksmottagning
Kriminalvårdens riksmottagning är de institutioner som tar emot alla långtidsdömda i Sverige. Där gör en psykolog en riskbedömning av den dömde som resulterar i placering på lämplig kriminalvårdsanstalt.
För män dömda till straff längre än fyra år, finns riksmottagningen på anstalten Kumla. För kvinnor dömda till straff längre än två år, finns riksmottagningen på anstalten Hinseberg.